# Eldin Dzogovic
Eldin Dzogovic (* 8. Juni 2003 in  Luxemburg) ist ein luxemburgischer Fußballspieler, der für den 1. FC Magdeburg spielt.

## Karriere

### Verein
Von seinem Heimatverein Union Mertert-Wasserbillig wechselte Dzogovic über Eintracht Trier zur Saison 2019/20 in das Nachwuchsleistungszentrum des deutschen Drittligisten 1. FC Magdeburg. Dort spielte er für dessen U-19 in der A-Junioren-Bundesliga Nord/Nordost und kam am 15. September 2021 im Landespokal gegen den 1. FC Lok Stendal (3:0) auch erstmals bei der Profimannschaft zum Einsatz. Im Januar 2022 gab der Drittligist dem Innenverteidiger dann seinen ersten Profivertrag. In der Saison 2022/23 kam er nur regelmäßig für dessen Reservemannschaft in der Verbandsliga Sachsen-Anhalt zum Einsatz. Seinen ersten Treffer im Seniorenbereich erzielte er dort am 7. Oktober 2022 beim 3:1-Auswärtssieg über den Cöthener FC Germania 03. Am 22. April 2023 absolvierte Dzogovic dann sein erstes Punktspiel als Profi gegen Eintracht Braunschweig, als er in der 90. Minute für Baris Atik eingewechselt wurde. In der Saison 24/25 stieg er mit der Reservemannschaft des FCM aus der fünftklassigen Oberliga in die Regionalliga Nordost auf.

### Nationalmannschaft
Nach diversen Einsätzen in den Jugendauswahlen Luxemburgs debütierte Dzogovic als 17-Jähriger am 24. März 2021 beim Testspiel gegen Katar (0:1) für die luxemburgische A-Nationalmannschaft, als er in der 71. Minute für Laurent Jans eingewechselt wurde.